# Neoperla robisoni
Neoperla robisoni és una espècie d'insecte plecòpter pertanyent a la família dels pèrlids.

## Hàbitat
En el seu estadi immadur és aquàtic i viu a l'aigua dolça, mentre que com a adult és terrestre i volador.

## Distribució geogràfica
Es troba a Nord-amèrica: Arkansas, Indiana, Maryland, Illinois, Missouri, Mississipi, Oklahoma, Pennsilvània, Tennessee, Virgínia Occidental i Wisconsin.